# Jonas Vytautas Žukas

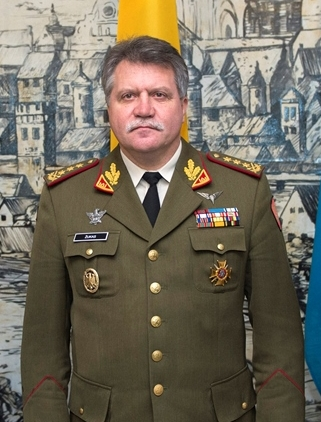
Jonas V. Žukas (2015)

Jonas Vytautas Žukas (* 1. Juni 1962 in Kaunas) ist ein litauischer Generalleutnant a. D. Er war ab Juli 2014 militärischer Oberbefehlshaber der Litauischen Armee und zuvor u. a. Kommandant des Heeres sowie militärischer Vertreter seines Heimatlandes bei der NATO und der EU.

## Leben
Jonas Vytautas Žukas wurde in Kaunas, der zweitgrößten Stadt der damaligen Litauischen SSR geboren. Von 1985 bis 1991 absolvierte er ein Studium an der Fakultät für Geschichte der Universität Vilnius.

### Militärische Laufbahn
Im Jahr seines Studienabschlusses wurde Žukas zum Major im Departement für die Landesverteidigung (litauisch: Krašto apsaugos departamentas), dem Vorläufer des heutigen Verteidigungsministeriums, ernannt. Nach Wechsel zu den im Wiederaufbau befindlichen Streitkräften besuchte er von 1992 bis 1994 die Führungsakademie der Bundeswehr in Hamburg. Anschließend wurde er, im Rang eines Oberstleutnants als Stabschef der Infanteriebrigade Geležinis Vilkas tätig. Ein Jahr später wurde er 1995 zu deren Kommandanten ernannt und 1997 zum Oberst befördert. Ab dem Jahr 2001 war er als Militärattaché in Berlin tätig. Dort zeichnete er sich neben Deutschland auch für die Länder Österreich, Niederlande und Luxemburg verantwortlich. Ab 2004 war er Kommandant des Ausbildungskommandos (litauisch Mokymo ir doktrinų valdyba) der litauischen Streitkräfte.
In den Jahren 2006 und 2007 besuchte er das NATO Defense College in Rom, worauf am 23. November 2007 eine Beförderung zum Brigadegeneral folgte. In diesem Rang wurde Jonas Vytautas Žukas am 23. April 2008 zum Befehlshaber des litauischen Heeres ernannt (das er kommissarisch schon seit 2007 geführt hatte). Im Jahr 2010 wurde er zum Generalmajor befördert. Ab dem 6. August 2012 war der General Vertreter der litauischen Streitkräfte bei der NATO und der EU. Im Jahr 2014 wurde er von Präsidentin Dalia Grybauskaitė zum neuen Oberbefehlshaber der Streitkräfte ernannt (am 26. Juni vom Parlament bestätigt und am 24. Juli feierlich in das Amt eingeführt). Ein knappes Jahr später wurde er, am 22. Juni 2015, zum Generalleutnant befördert. Nach dem Ende seiner fünfjährigen Dienstzeit wurde er im Juli 2019 von Valdemaras Rupšys als Armeechef abgelöst.
Nach dem Ausscheiden aus dem Armeedienst, wurde Žukas zunächst Chefberater für nationale Sicherheitsfragen von Präsident Gitanas Nausėda, zog sich aber bereits nach wenigen Monaten ins Privatleben zurück.

### Privates
Der ehemalige General ist verheiratet und Vater eines Sohns. Neben Litauisch spricht er Englisch, Deutsch und Russisch.

## Auszeichnungen
Jonas Vytautas Žukas erhielt folgende bedeutende in- und ausländische Auszeichnungen:
|  | Ritter des Ordens des Vytis-Kreuzes (1998)             |
|  | Offizier des Verdienstordens der Republik Polen (2000) |
|  | Großkreuz des Nordstern-Ordens (2015)                  |
|  | Großkreuz des Westhard-Ordens (2016)                   |
|  | Großoffizier des Ordens des Vytis-Kreuzes (2018)       |
|  | Commander Legion of Merit (2018)                       |

Zudem wurde er noch mit verschiedenen Orden der litauischen und verbündeter Streitkräfte ausgezeichnet.